# Nationale Bank van Noord-Macedonië
De Nationale Bank van de Republiek Noord-Macedonië (Macedonisch: Народна банка на Република Северна Македонија, geromaniseerd: Narodna Banka na Republika Severna Makedonija, NBRSM) is de centrale bank van Noord-Macedonië, gelegen in de hoofdstad Skopje.
Sinds 22 mei 2018 is Anita Angelovska-Bežoska is bestuurder van NBRNM. Voor de hernoeming in 2019 was de Nationale Bank van de Republiek Noord-Macedonië bekend als De Nationale Bank van de Republiek Macedonië

## Functies
De NBRNM heeft de volgende functies:
- monetair beleid vaststellen en leiden
- de liquiditeit in de internationale betalingen regelen;
- de Macedonische Denar vaststellen en leiden;
- omgaan met en beheren van deviezenreserves;
- het betalingssysteem reguleren;
- een vergunning verlenen voor het uitvoeren van diensten voor snelle geldoverdracht en toezicht houden op de activiteiten van de entiteiten die diensten voor snelle geldoverdracht uitvoeren in overeenstemming met een wet;
- bankbiljetten en munten uitgeven;
- werkzaamheden voor rekening van het Rijk en de rijksbestuursorganen verrichten.

## Bestuurders
- Borko Stanoevski, 1986-1997
- Ljube Trpeski, 1997-2004
- Petar Goshev, 2004-2011
- Dimitar Bogov, Mei 2011 - Mei 2018
- Anita Angelovska-Bežoska, Mei 2018 -